# チンギス・アイトマートフ
チンギス・アイトマートフ（チンギズ・アイトマートフ, Chinghiz Aitmatov, キルギス語:Чыңгыз Айтматов（Çıňğız Aytmatov）、ロシア語: Чингиз Торекулович Айтматов, 1928年12月12日 - 2008年6月10日）は、キルギスの作家。

## 経歴

### 生い立ち
1928年12月12日、ソビエト連邦キルギス共和国のタラス州シェケルに生まれる。両親はシェケルのキルギス人公務員。名前はモンゴル帝国のチンギス・ハーンに由来する。幼年時代は、当時のキルギス人同様、遊牧生活を送る。1937年、父親は「ブルジョワ民族主義者」の汚名を着せられ、モスクワで粛清されている。
少年時代から働き、14歳の時に地区（村）ソビエトの書記のアシスタントとなったのを手始めに、収税吏、道路工事夫、技術者のアシスタントなど様々な仕事に就いた。
少年時代のアイトマートフの生活は苦難に満ちたものであったが、ロシア革命後の社会はアイトマートフが社会的上昇を遂げることには有利な環境をもたらすこととなった。アイトマートフはシェケルにできた学校に入学し、勉学に取り組む契機を得た。

### 畜産技師
1946年、フルンゼ（現在のビシュケク）のキルギス農業大学畜産学部に入学する。1953年に同大学を卒業し、畜産技師となった。
しかし、畜産技師として働く傍ら文学への関心冷めやらず、1956年から1958年にかけてゴーリキー文学大学で文学研究へ進路を変更する。1958年、ソ連共産党機関紙「プラウダ」編集局に入局し、8年間勤務する。この間、1952年最初の2編「新聞少年ジュゥイオ（The Newspaper Boy Dziuio）」と「アシム（Ašym）」をロシア語で発表する。

### 文学活動
1954年、キルギスで最初に発表されたのが「白い雨（Ak Ğaan）」である。1957年、『セイデの嘆き』（原題『面と向かって』）でロシアの文壇にデビューする。1958年、中篇「ジャミーリャ（Jamila, 別題：Ğamijla, Dzhamila, Jamilya）」によりロシア文壇に評価されるようになった。フランスの作家ルイ・アラゴンは、「ジャミーリャ」を「この世で最も美しい愛の物語である」と絶賛している。「ジャミーリャ」は1963年にレーニン文学賞を受賞した。
1961年に発表した『いとしのタパリョーク』（原題『赤いスカーフをした、私のタパリョーク』）がレーニン文学賞を受賞する。『セイデの嘆き』『ジャミーリャ』『いとしのタバリョーク』の初期3部作によって、アイトマートフは作家としての地位を不動のものとした。
1980年、最初の長編小説「一世紀より長い一日（The Day Lasts More than a Hundred Years）」を発表する。次いで1988年、長編小説「処刑台（The Scaffold）」を発表した。「一世紀より長い一日」をはじめとするいくつかの作品は日本語をはじめ、数か国語に翻訳されている。このほか、「Farewell, Gulsary!」でソビエト連邦国家賞を受賞している。1988年から1990年まで雑誌「外国文学」編集長を務めた。
アイトマートフは、ソ連およびキルギスにおける戦後派作家に分類される。作品の特徴としては、神話や伝説、民話に対する言及が挙げられる。

### 政治活動
ペレストロイカが始まると、文学者の立場から改革を訴えるようになる。1990年にキルギスに大統領制が導入されることになり、キルギス国内の民主・改革派は来るべきキルギス大統領選挙への立候補をアイトマートフに要請するが、アイトマートフは高齢を理由にこの要請を断り、自分の代理としてアスカル・アカエフを推薦した。
1991年のソ連崩壊後は、独立キルギスのヨーロッパ連合（EU）、北大西洋条約機構（NATO）、ユネスコ、ベネルクス駐在の各大使を歴任した。アカエフ政権で外務大臣を務めたアスカル・アイトマートフ（Askar Aitmatov）は息子である。

## 作品一覧

### 原語版
- 困難な道 （A Difficult Passage, 1956年）
- 面と向かって （Face to Face、Лицом к лицу, 1957年） - 邦訳『セイデの嘆き』
- ジャミーリャ （Jamilla、Джамиля, 1958年） - 邦訳『ジャミリャー』『絵の中の二人』『この星でいちばん美しい愛の物語』
- いとしのタバリョーク
- 最初の教師（The First Teacher, Первый учитель, 1962年）
- 山と草原の物語（Tales of the Mountains and Steppes、Повести гор и степей, 1963年）
- らくだの眼 （1963年）
- さよなら、グルサリィ!（Farewell, Gulsary! / Прощай, Гульсары, 1966年）
- 白い汽船（The White Ship / Белый пароход, 1970年）
- 富士登山（The Ascent of Mt. Fuji、Восхождение на Фудзияму, 1973年）
- 兵士の息子（1974年）
- 一世紀より長い一日（The Day Lasts More Than a Hundred Years, И дольше века длится день, 1980年）
- 処刑台（The Scaffold、Плаха, 1988年）
- カッサンドラの刻印（1994年）
- 山が崩れし時－永遠の花嫁 （2006年） - 邦訳『キルギスの雪豹 永遠の花嫁』

### 邦訳版
- 『絵の中の二人』（小笠原豊樹訳、集英社 『世界文学全集 20世紀の文学30』内収録、1970年）
- 『草原の歌』（佐野朝子訳、学習研究社 ジュニア世界の文学、1970年、のち『キルギスの青い空』　童心社・フォア文庫、1982年） ※「ジャミリャー」「最初の先生」所収。
- 『白い汽船』（岡林茱萸訳、飯塚書店、1974年）
- 『現代ソビエト作家三人集 早春の鶴』（黒田辰男訳、プログレス出版所、1980年）
- 『一世紀より長い一日』（飯田規和訳、講談社、1984年7月）
- 『白い汽船』（岡林茱萸訳、理論社、1984年2月） ※同タイトルのほか、「兵士の息子」「らくだの眼」所収。
- 『処刑台』（佐藤祥子訳、群像社・現代のロシア文学、1988年）
- 『ペレストロイカと人間主義』（聖教新聞社、1990年）
- 『最初の教師・母なる大地』（赤沼弘訳、第三文明社、1990年）
- 『大いなる魂の詩』（池田大作共著、読売新聞社、1991年 - 1992年）
- 『チンギス・ハンの白い雲』（飯田規和・亀山郁夫訳、潮出版社、1991年） ※ 同タイトルのほか、「セイデの嘆き（原題『面と向かって』）」を収録。
- 『カッサンドラの烙印 二十世紀の異端の書』（飯田規和訳、潮出版社、1996年）
- 『この星でいちばん美しい愛の物語』（浅見昇吾訳、花風社、1999年）
- 『いとしのタパリョーク』（阿部昇吉訳、凰書房、2000年）
- 『涙が星に変わるとき』（浅見昇吾訳、花風社、2002年）
- 『キルギスの雪豹―永遠の花嫁』（阿部昇吉訳、潮出版社、2008年）